# Rudsjön, Västmanland
Rudsjön är en sjö i Västerås kommun i Västmanland och ingår i Norrströms huvudavrinningsområde. Sjön har en area på 0,108 kvadratkilometer och ligger 68 meter över havet.

## Delavrinningsområde
Rudsjön ingår i det delavrinningsområde (663195-153117) som SMHI kallar för Utloppet av Hällsjön. Medelhöjden är 69 meter över havet och ytan är 14,3 kvadratkilometer. Räknas de 28 avrinningsområdena uppströms in blir den ackumulerade arean 538,27 kvadratkilometer. Svartån som avvattnar avrinningsområdet har biflödesordning 2, vilket innebär att vattnet flödar genom totalt 2 vattendrag innan det når havet efter 149 kilometer. Avrinningsområdet består mestadels av skog (71 procent). Avrinningsområdet har 1,83 kvadratkilometer vattenytor vilket ger det en sjöprocent på 12,8 procent.